# R-Biopharm
Die R-Biopharm AG ist ein deutsches Biotechnologieunternehmen mit Sitz in Pfungstadt. Das Unternehmen entwickelt und vertreibt Testsysteme für die klinische Diagnostik, für die personalisierte Medizin sowie für die Lebensmittel- und Futtermittelanalytik. Weltweit beschäftigt das 1988 gegründete Unternehmen mehr als 800 Mitarbeiter und unterhält über 30 Tochtergesellschaften. Vorstandsvorsitzender ist Christian Dreher.

## Geschichte
Die R-Biopharm AG wurde 1988 als Tochterunternehmen der Röhm GmbH in Darmstadt gegründet und 1991 durch einen Management-Buy-out von Dr. Ralf M. Dreher übernommen. 1996 wurde das Unternehmen nach der Qualitätsmanagementnorm ISO 9001 und nach DIN EN 46001 zertifiziert, 2003 folgte die Zertifizierung nach ISO 13485. 2013 eröffnete die R-Biopharm AG gemeinsam mit der Stadt Pfungstadt den „Biotech-Park Pfungstadt“, ein Zentrum für Start-up-Unternehmen der Biotechnologiebranche. 2018 übernahm Christian Dreher die Firmenleitung.

## Produkte
Im Bereich der klinischen Diagnostik entwickelt R-Biopharm Testsysteme zur Diagnostik von Allergien, Infektionen und gastroenterologischen Erkrankungen sowie für die Therapieoptimierung (Drug Monitoring). Im Bereich der Lebensmittel- und Futtermittelanalytik werden Testsysteme zum Nachweis von Inhaltsstoffen, Allergenen, Mykotoxinen, Antibiotika, gentechnisch verändertem Material und pathogenen Mikroorganismen angeboten. Im Unternehmensbereich Companion Diagnostics werden Testsysteme für die personalisierte Medizin entwickelt. Zu den entwickelten Testformaten zählen u. a. Immunassays, PCR-Tests, Lateral Flow Tests und Immunblots.

## Auszeichnungen
- R-Biopharm wurde 2004[3], 2005[4] und 2006[5] beim Wettbewerb Entrepreneur des Jahres zum Finalisten nominiert.
- 2004 und 2005 erhielt R-Biopharm den Deloitte Technology Fast 50 Award.[6]
- 2012, 2013 und 2014 erhielt R-Biopharm den Deloitte „Sustained Excellence Award“.[7]